# Kloster Rivet
Das Kloster Rivet (lat. Abbatia Sanctae Mariae de Riveto; franz. Le Rivet, Abbaye Sainte-Marie du Rivet) ist heute eine Trappistinnen-Abtei in Auros, einer französischen Gemeinde im Département Gironde in der Region Nouvelle-Aquitaine. Das Kloster liegt rund acht Kilometer südöstlich von Langon.

## Geschichte

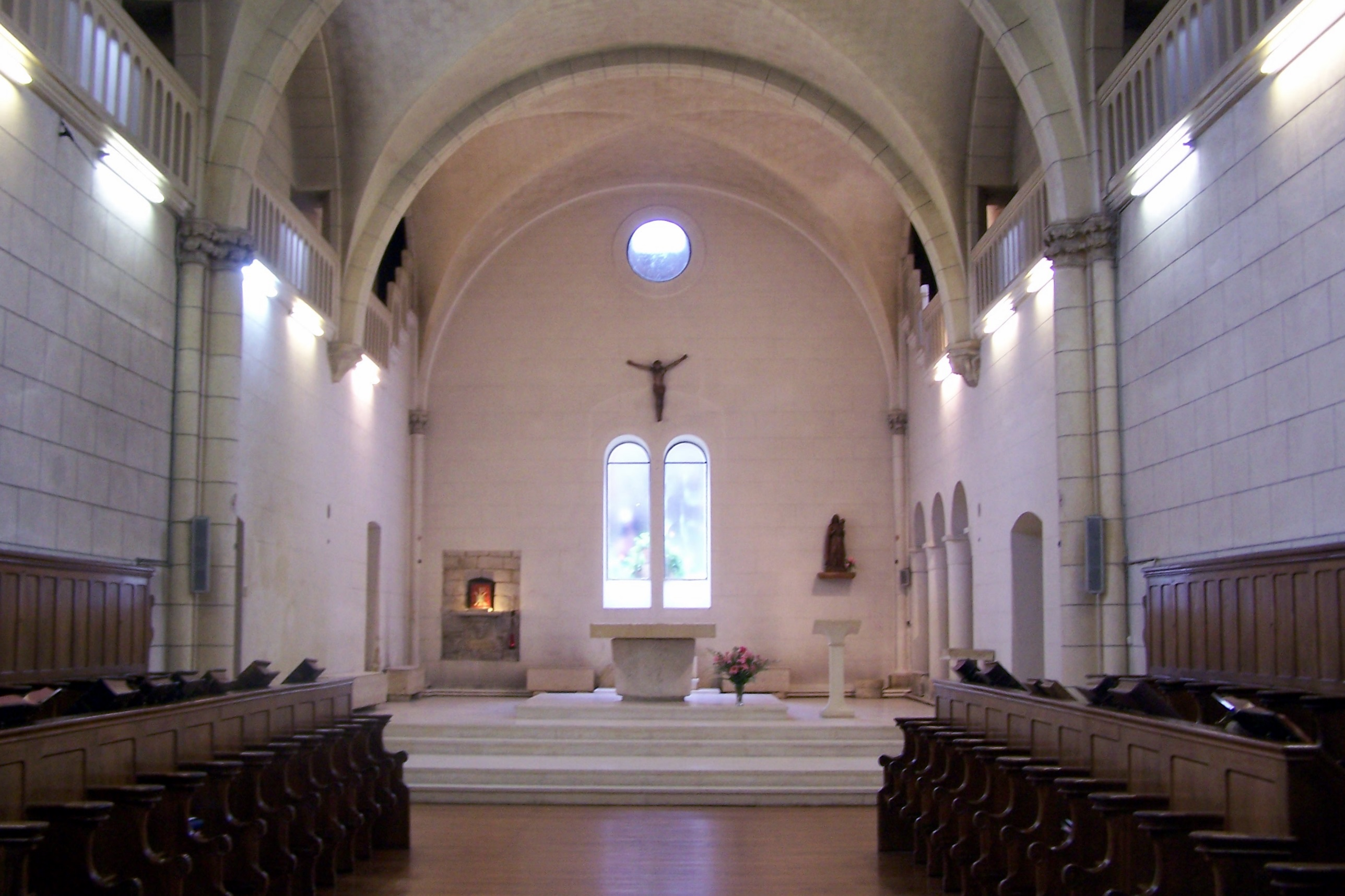
Inneres der Abteikirche

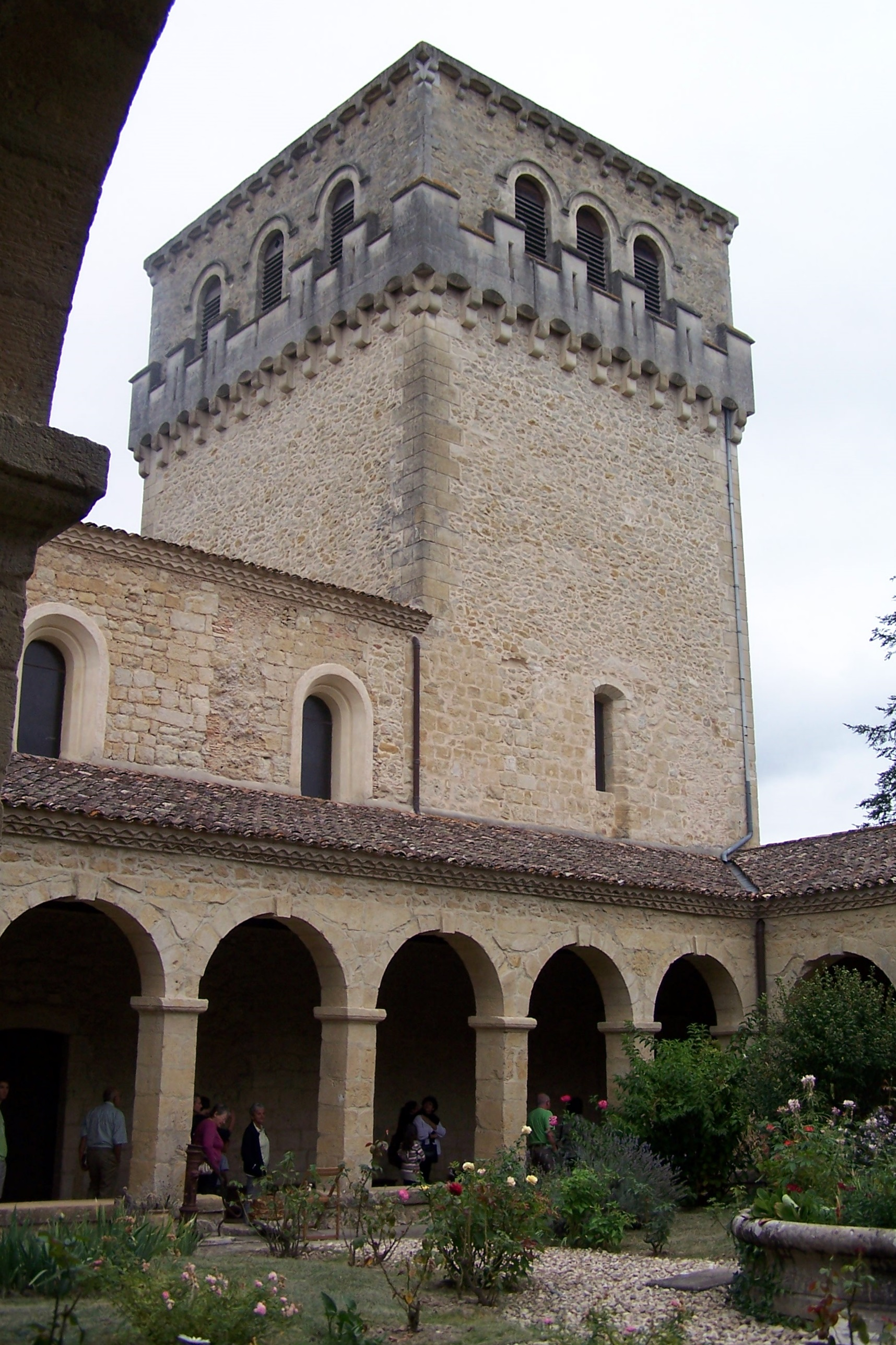
Kreuzgang mit Abteiturm

Das Kloster ist eine Benediktinergründung aus dem 9. Jahrhundert, die sich 1189 als Tochter von Kloster Pontaut aus der Filiation der Primarabtei Pontigny dem Zisterzienserorden anschloss. Es besaß u. a. die Mühle von Repassat. In den Religionskriegen wurde die Abtei 1572 und 1593 geplündert. Das Kloster fiel erst 1702 in Kommende. Während der Französischen Revolution fand es 1791 sein Ende. 1885 kam es an die Familie Tamize, die sich um seine Restaurierung bemühte. 1938 haben sich Trappistinnen (Zisterzienserinnen von der strengeren Observanz, OCSO), die wegen des Flughafenbaus ihre bisherige Niederlassung in Blagnac aufgeben mussten, in den teilweise 1939 neu errichteten Gebäuden niedergelassen.

## Bauten und Anlage
Erhalten sind das Schiff der Klosterkirche aus dem 14. Jahrhundert und der Kreuzgang. Das Chorgestühl ist in die Kirche von Auros gelangt, der Hauptaltar in die Kathedrale von Bazas.